# Brazilië op de Olympische Winterspelen 1992
Tijdens de Olympische Winterspelen van 1992, die in Albertville (Frankrijk) werden gehouden, nam Brazilië voor de eerste keer deel.

## Deelnemers en resultaten

### Alpineskiën
| Olympiër                | Discipline       | Resultaat | Prestatie                             |
| ----------------------- | ---------------- | --------- | ------------------------------------- |
| Marcelo Apovian         | super g (m)      | 76e       | 1.27,87 (+14,83)                      |
| Marcelo Apovian         | reuzenslalom (m) | 73e       | 2.48,04 (+41,06) 1.23,07+1.24,97      |
| Marcelo Apovian         | slalom (m)       | dnf-1     | opgave run 1                          |
| Robert Scott Detlof     | slalom (m)       | 63e       | 3.18,58 (+1.34,19) 2.06,00+1.12,58    |
| Hans Egger              | super g (m)      | 86e       | 1.35,88 (+22,84)                      |
| Hans Egger              | reuzenslalom (m) | dnf-2     | opgave run 2 1.27,47+dnf              |
| Hans Egger              | slalom (m)       | 48e       | 2.24,51 (+40,12) 1.11,95+1.12,56      |
| Fábio Igel              | reuzenslalom (m) | dns-2     | niet gestart run 2 1.28,83+dns        |
| Lothar Christian Munder | afdaling (m)     | 41e       | 2.07,34 (+16,97)                      |
| Lothar Christian Munder | super g (m)      | 55e       | 1.21,07 (+8,03)                       |
| Lothar Christian Munder | combinatie (m)   | dnf-s2    | opgave slalom run 2 afdaling: 1.57,01 |
| Sérgio Schuler          | super g (m)      | 75e       | 1.27,41 (+14,37)                      |
| Sérgio Schuler          | reuzenslalom (m) | 64e       | 2.42,61 (+35,63) 1.22,31+1.20,30      |
| Sérgio Schuler          | slalom (m)       | dnf-1     | opgave run 1                          |
|                         |                  |           |                                       |
| Evelyn Schuler          | super g (v)      | 46e       | 1.48,74 (+27,52)                      |
| Evelyn Schuler          | reuzenslalom (v) | 40e       | 2.58,32 (+45,58) 1.26,62+1.31,70      |

Algerije · Amerikaanse Maagdeneilanden · Andorra · Argentinië · Australië · België · Bermuda · Bolivia · Brazilië · Bulgarije · Canada · Chili · China · Chinees Taipei · Costa Rica · Cyprus · Denemarken · Duitsland · Estland · Filipijnen · Finland · Frankrijk · Gezamenlijk team · Griekenland · Groot-Brittannië · Honduras · Hongarije · Ierland · IJsland · India · Italië · Jamaica · Japan · Joegoslavië · Kroatië · Letland · Libanon · Liechtenstein · Litouwen · Luxemburg · Marokko · Mexico · Monaco · Mongolië · Nederland · Nederlandse Antillen · Nieuw-Zeeland · Noord-Korea · Noorwegen · Oostenrijk · Polen · Puerto Rico · Roemenië · San Marino · Senegal · Slovenië · Spanje · Swaziland · Tsjecho-Slowakije · Turkije · Verenigde Staten · Zuid-Korea · Zweden · Zwitserland